# Scapanoclypeus brunneus
Scapanoclypeus brunneus är en skalbaggsart som beskrevs av Evans 1987. Scapanoclypeus brunneus ingår i släktet Scapanoclypeus och familjen Melolonthidae. Inga underarter finns listade i Catalogue of Life.